# Battaglia di Dibaltum
La battaglia di Dibaltum fu un episodio della guerra gotica (376-382); combattuta nei pressi di Dibaltum in Tracia nell'estate del 377 tra la cavalleria gota (probabilmente Greutungi) e alcune truppe romane comandate dal tribunus Barzimere, si concluse con la vittoria gota.

## Antefatti
Dopo che Saturnino ebbe dato l'ordine di ritirare tutti i soldati dai Monti Balcani, i Goti passarono dalla Mesia in Tracia, e iniziarono a saccheggiare la campagna. Un contingente di Goti (probabilmente Greutungi), lasciarono l'area di Marcianopoli e si diressero a meridione in cerca di bottino, arrivano vicino alla città di Dibaltum.
Barzimere, tribunum scutariorum («Comandante della Guardia»), era stato trasferito insieme ad altri comandanti dall'Oriente in Tracia allo scopo di combattere i Goti, e iniziò a disporre un castrum fuori Dibaltum una volta arrivato nei pressi della città. Il contingente romano consisteva dall'unità montata di scutarii di Barzimere l'auxilia palatina dei Cornuti, e altre unità di fanteria.

## Battaglia
I Goti sorpresero i Romani mentre questi stavano erigendo il campo per la notte; Barzimere fece rapidamente disporre le sue truppe in formazione di battaglia con i fianchi rinforzati, poi i Romani attaccarono i Goti per costringerli a ritirarsi e sembrò che la battaglia dovesse durare fino al cadere della notte. Un grosso contingente goto di cavalleria si unì poi alla battaglia, e i Romani furono circondati. Nel corso della battaglia Barzimere fu ucciso, mentre Equizio, cura palatii, fu catturato, e gran parte delle truppe romane furono uccise.

## Conseguenze
I Goti saccheggiarono Dibaltum, e marciarono poi su Beroea per attaccare il generale Frigerido, ma i suoi esploratori intercettarono gli incursori e Frigerido si ritirò rapidamente in Illiria. In seguito Equizio riuscì a fuggire dalla prigionia.